# Queen (альбом)
«Queen» (укр. «Королева») — дебютний студійний альбом британського рок-гурту «Queen», випущений 13 липня 1973 року «EMI Records» у Великій Британії і 4 вересня 1973 року «Elektra Records» в США. Він був записаний на «Trident Studios» і в музичному центрі «De Lane Lea» у Лондоні, його продюсерами виступили Рой Томас Бейкер, Джон Ентоні і власне самі «Queen».
У музиці альбому відчутний вплив хеві-металу і прогресивного року. Тексти пісень основані на різноманітних темах, включаючи фольклор («My Fairy King») і релігію («Jesus»). Фронтмен Фредді Мерк'юрі написав п'ять з десяти треків, гітарист Браян Мей написав чотири пісні (включаючи «Doing All Right», яку він написав у співавторстві з Тімом Стаффеллом під час його участі в гурті «Smile»), а барабанщик Роджер Тейлор написав і заспівав «Modern Times Rock and Roll». Останнім треком альбому є коротка інструментальна версія пісні «Seven Seas of Rhye», яка у повному вигляді увійшла до другого альбому гурту, «Queen II».

## Передумови
Гурт «Queen», який відіграв свій перший концерт у червні 1970 року, майже два роки виступав у клубах і коледжах Лондона та його околиць, коли його запросили протестувати нове обладнання для звукозапису на студії «De Lane Lea». В результаті гурту вдалося створити демо-касету з «відшліфованими» записами п'яти пісень: «Keep Yourself Alive», «The Night Comes Down», «Great King Rat», «Jesus» і «Liar». «Queen» розіслали своє демо на різні лейбли звукозапису, на що відгукнувся лише «Chrysalis Records», який запропонував доволі невисокі гонорари за записи — що гурт відхилив, оскільки, за словами їхнього друга Кена Тесті, вони боялися, що «завжди будуть грати другу скрипку після „Genesis“ та інших гуртів».
Під час запису гурту в студії «De Lane Lea» їх там відвідали продюсери Джон Ентоні і Рой Томас Бейкер, які були вражені побаченим. Вони порекомендували «Queen» Баррі і Норману Шеффілдам, які були власниками студії «Trident». Брати Шеффілди організували для «Queen» записи у «Trident». Проте, оскільки студія була дуже популярною, «Queen» могли записуватися у ній переважно у вільний від інших оплачуваних артистів час, протягом якого гурт міг безкоштовно користуватися всім її обладнанням, включаючи новітні технології, та послугами продюсерської команди. «Trident» також погодилися займатися менеджментом, записом та видавничими справами гурту, поки вони шукали лейбл звукозапису для підписання контракту. Одного разу, коли Фредді Мерк'юрі чекав, коли звільниться студія, продюсер Робін Джеффрі Кейбл, який працював над кавер-версіями до пісень «I Can Hear Music» та «Goin' Back», запросив його записати вокал до них. Мерк'юрі своєю чергою під час запису треків залучив Браяна Мея і Роджера Тейлора. Треки вийшли на синглі, Мерк'юрі у них виступив під псевдонімом Ларрі Лурекс, пародіюючи співака Гері Гліттера.

## Запис
Процес запису альбому лише в той час, коли студія була вільна — пізно ввечері або вночі — тривав з квітня по листопад 1972 року. Роджер Тейлор згадував: «Вночі крізь мереживні штори можна було побачити працюючих дівчат, тож поки ми міксували, ми могли трохи відволіктися». Через лімітований студійний час, гурт був змушений зосередитися на створенні аранжування кожного треку за один раз, що майже одразу викликало проблеми. Якщо гурт високо оцінив свої демозаписи, зроблені на «De Lane Lea», то продюсер Рой Томас Бейкер наказав перезаписати пісні на кращому обладнанні. «Keep Yourself Alive» стала першою перезаписаною піснею, проте «Queen» не сподобався результат цього. Вони вирішили записали пісню знову, але жоден мікс не відповідав їхнім вимогам. Після семи-восьми невдалих спроб втрутився інженер Майк Стоун, і його перша спроба зустріла схвалення «Queen». Стоун і надалі був інженером звукозапису гурту і, зрештою, став співпродюсером їхніх наступних п'яти альбомів. Пізніше Мей говорив: «Ми з Роєм [Томасом Бейкером] весь час боролися, намагаючись знайти місце, де була б не лише досконалість, але і реалістичність виконання та звучання».
Ще однією піснею, з якою виникли проблеми, стала «Mad the Swine», її планували зробити четвертим треком альбому, між композиціями «Great King Rat» і «My Fairy King». Проте Бейкер і «Queen» не дійшли згоди щодо звучання барабанів та перкусії, через що пісня не увійшла до альбому. 1991 року пісня знову з'явилася, у перемікшованому Девідом Річардсом вигляді, як Б-сторона британського CD-синглу «Headlong» та у перевиданні альбому, випущеного «Hollywood Records».
Інші записи цього періоду, як-от дві пісні записані ще за часів участі Мея та Тейлора у складі гурту «Smile» («Silver Salmon» і «Polar Bear»), «Rock and Roll Medley» (основний концертний хіт гурту тієї епохи) і сумнозвісний трек «Hangman» (існування якого довгий час офіційно не підтверджувалося, попри наявність його концертних записів), з'явилися у світ у вигляді студійного міні-альбому, що вийшов на ацетатній платівці.

## Пісні

### Огляд
Музику «Queen» описують як хард-рок, прогресивний рок і хеві-метал. У ньому показано вплив сучасних рок-гуртів, таких як «Led Zeppelin», «Black Sabbath» і «Jethro Tull», а тексти пісень відображали «містичні теми меча і чаклунів» із «середньовічними пейзажами». Майкл Галлуччі з радіопередачі «Ultimate Classic Rock» зазначив, що «Queen — це переважно продукт свого часу, який об'єднує прог, метал і навіть трохи фолку», і вважає, що альбом «мало чим відокремив гурт від інших, які досліджували подібну територію на початку 70-х». Девід Чіу з вебсайту «Medium» висловив думку, що пісні Фредді Мерк'юрі були схожі за стилем на твори Джона Толкіна, у той час як пісні Браяна Мея «також часом звучали в стилі бароко, хоча і були більш інтроспективними».

### А-сторона
Keep Yourself Alive
Браян Мей написав «Keep Yourself Alive» вже після сформування «Queen», але перед тим, як до нього приєднався Джон Дікон, що підтвердив попередній басист гурту Баррі Мітчелл (під час неофіційної сесії «питання — відповідь», проведеної на онлайн-форумі). За словами Мея, сказаними ним у радіопередачі-спецвипуску про альбом гурту «News of the World» 1977 року, він написав тексти, вважаючи їх іронічними та глузливими, але після того як Фредді Мерк'юрі заспівав їх, їхній зміст повністю змінився. Роджер Тейлор і Мей співали під час вокального переходу пісні.
Можливо, Мерк'юрі допомагав із музичним аранжуванням, з огляду на той факт що (як про це згадують колишні басисти й сам гурт) вони в ті достудійні часи співпрацювали більше, і зазвичай саме він брав гору в обговореннях щодо структури пісні. Хоча він вніс у пісню свої ідеї, що цілком можливо (типи модуляції та розширена форма ближча за стилем до нього, ніж до Мея), але навіть у цьому разі Мерк'юрі вважався радше співаранжувальником, ніж співавтором як таким (як Джордж Мартін у піснях «The Beatles»).
Doing All Right
«Doing All Right» написали Браян Мей і Тім Стаффелл ще під час їхньої участі у складі гурту «Smile», проте цей гурт так і не випустив її. Це одна з небагатьох пісень «Queen», у якій Мей грав на фортепіано. Він також грав на своїй старій акустичній гітарі «Hairfred» у цій пісні та у пізніших композиціях, таких як «White Queen (As It Began)» та «Jealousy». Гурт виконував «Doing All Right» ще 1970 року, крім цього вона стала примітною ще й тим, що це була перша пісня, де Фредді Мерк'юрі наживо грав на фортепіано. За часів гурту «Smile» у пісні співав Стаффелл, надалі Мерк'юрі намагався виконувати її у його ж манері, коли вона стала частиною репертуару «Queen». Пісню мало виконували на концертах, принаймні одного разу вона звучала у Ерлс Корті 1977 року.
Great King Rat
Цю пісню написав Фредді Мерк'юрі, вона є прикладом первісного звучання «Queen», з довгими, «важкими» композиціями з тривалими гітарними соло та різкими змінами темпу.
My Fairy King
«My Fairy King» написав Фредді Мерк'юрі, вона присвячена «Райє», фентезійному світу, який він вигадав разом зі своєю молодшою сестрою і який фігурує в інших піснях «Queen», особливо в «Seven Seas of Rhye». Кілька рядків пісні Мерк'юрі запозичив з поеми Роберта Браунінга «Гамельнський щуролов». Пісня, написана під час перебування гурту в студії, містить багато вокальних овердабінгових гармоній, які Мерк'юрі дуже любив. Роджер Тейлор також взяв участь у виконанні, він продемонстрував свій високий вокальний діапазон, беручи найвищі ноти у пісні. Техніка овердабінгу вокалу пізніше використовувалася у низці інших пісень «Queen», особливо в «Bohemian Rhapsody».
Браян Мей зазначав, що після того, як був написаний рядок пісні, «Мати Меркурія, подивися, що вони зі мною зробили», Фредді Мерк'юрі стверджував, що він співав про свою матір. Згодом після цього Фредді Балсара вирішив взяти собі після цього сценічне ім'я «Фредді Мерк'юрі». Це була одна з його спроб відокремитися від сценічного образу. Як одного разу пояснював Мерк'юрі: «Коли я виступаю, я — екстраверт, тоді як всередині я зовсім інша людина».
«My Fairy King» є першим треком альбому, у якому Мерк'юрі продемонстрував свої здібності піаніста. У попередньому треку, «Doing All Right», на фортепіано грав Мей, бувши дуже враженим грою Мерк'юрі в «My Fairy King». З цього моменту Мерк'юрі виконував більшість фортепіанних партій «Queen».

### Б-сторона
Liar
Перші рядки цієї пісні, яка спочатку називалася «Lover», написав Фредді Мерк'юрі та Майк Берсін (гітаристом попереднього гурту Мерк'юрі, «Idex»). «Queen» переробили пісню, після чого Мерк'юрі приписав її авторство собі, оскільки саме він написав текст. Як зазначалося в транскрипції до нот «Off the Record» видавництва «EMI Music», це один з небагатьох треків гурту 1970-х років, в якому використовувався орган Гаммонда. «Liar» була основною піснею ранніх концертів гурту, протягом наступних років її періодично включали до виступів, після чого вона у скороченому вигляді з'явилася у «The Works Tour». Для виступів «The Magic Tour» пісню скоритили до вступної гітарної секції, що слугувало як переходом до композиції «Tear It Up».
The Night Comes Down
Браян Мей написав цю пісню невдовзі після розпаду «Smile» та створення «Queen» 1970 року. Вперше її записали на студії «De Lane Lea» в грудні 1971 року, куди «Queen» запросили для тестування нового обладнання, в обмін за це гурту дозволили записати повноцінні демозаписи, які були необхідні йому під час спроб знайти свій лейбл звукозапису.
1972 року «Queen» підписали контракт зі студією «Trident», проте записуватися у ній гурту дозволялося лише тоді, коли вона була вільна від інших музикантів. Вони співпрацювали з продюсером Роєм Томасом Бейкером, який разом з власниками-менеджерами студії, Норманом і Баррі Шеффілдами, наполіг на перезапису п'яти пісень з демозаписів, створених гуртом на студії «De Lane Lea». В результаті перезапису був створений новий варіант «The Night Comes Down», але гурт, незадоволений результатом, вирішив внести до альбому її оригінальну демо-версію. З випуском 2011 року оригінальної демо-версії, створенної на «De Lane Lea», як бонус-трека, різниця в мікшуванні «The Night Comes Down» стала досить помітною, якщо порівнювати її оригінальну LP-версію з цифровими ремастерами. Демо-версія пісні має приблизно той самий мікс, що і альбомна версія, за винятком явної різниці у звучанні барабанів.
Пісня підіймає теми, які згодом стануть властивими для Мея, такі як дорослішання, ностальгія за втраченим дитинством і труднощі дорослого життя. У тексті пісні також є неоднозначне посилання на пісню «The Beatles», «Lucy in the Sky with Diamonds», у рядках: «Коли я був молодий, воно явилося мені; І я міг милуватися сходом сонця; Ми з Люсі були у блискучій височині; В моїй душі був цілий світ». Мей є фанатом «The Beatles», у низці інтерв'ю він розповідав про їхній вплив на нього.
Modern Times Rock 'n' Roll
Цю пісню написав і заспівав Роджер Тейлор, вона двічі перезаписувалася для «BBC». Перший перезапис, який датується груднем 1973 року, транслювався у радішоу Джона Піла. Ця версія згодом вийшла у альбомі «Queen», «At the Beeb» 1989 року, і мала звучання схоже на альбомну версію. Другий перезапис, датований квітнем 1974 року, вперше прозвучав на радішоу Боба Гарріса. Пізніша версія, до виходу збірки «On Air», була доступна лише на бутлеґовиг записах, вона відрізняється від оригінальної альбомної версії повільнішим темпом і додатковим вокалом від Мерк'юрі.
У концертних версіях, включених до альбому «Live at the Rainbow '74», головний вокал виконував Мерк'юрі.
Son and Daughter
«Son and Daughter» написав Браян Меу, вона стала Б-стороною синглу «Keep Yourself Alive». Пісня виконувалася ще 1970 року, на першому концерті на той час новоствореного гурту «Queen». Вона була регулярним елементом концертного сету «Queen» аж до 1976 року. Перші виконання пісні включали гітарне соло Мея, яке стало знаменитим, але до альбомної версії воно не потрапило. Соло було належним чином записано лише 1974 року, у складі пісні «Brighton Rock» до альбому «Sheer Heart Attack». До цього часу, а іноді і після, під час виконання на концертах гітарне соло займало середину «Son and Daughter», що дозволяло решті гурту трохи відпочити і переодягнутися.
На відміну від інших пісень раннього періоду «Queen», які повернули в концертну програму турів 1984—86 років (таких як «Liar», «Keep Yourself Alive», «Seven Seas of Rhye» і «In the Lap of the Gods…Revisited»), «Son and Daughter» виключили з неї, після того як гурт почав віддавати перевагу виконанню під час гастролей своїх хітових синглів. Пісня є прикладом найбільш раннього звучання «Queen», де відчутний вплив блюз-року і хеві-металу.
Jesus
У тексті пісні розповідається історія з життя Ісуса з Назарету. Фредді Мерк'юрі, якому приписують авторство пісні, був парським зороастрійцем. Трек містить двоакордову ритм-секцію під час куплетів з довгою інструментальною вставкою наприкінці пісні. Через звукові ефекти, створювані, зокрема, гітарою Мея «Red Special», багато ранніх послідовників «Queen» вважали гурт чимось на кшталт психоделічного рок-колективу.

Seven Seas of Rhye…
Під час запису першого альбому «Queen», Мерк'юрі мав пісню «Seven Seas of Rhye» у лише наполовину готовою. Гурт мав намір зробити пісню заключним треком цього альбому (аутро), а вступним треком його наступного альбому, «Queen II», — зробити її повну версію. Згодом гурт відмовився від цієї ідеї, пісня стала першим синглом-хітом «Queen».

## Реліз
Попри те, що альбом був завершений і повністю змікшований у листопаді 1972 року, «Trident Studios» витратили місяці на те, щоб змусити компанію звукозапису випустити його. Після восьми місяців безуспішних спроб вони взяли ініціативу в свої руки і випустили альбом самостійно, уклавши ліцензійну угоду з «EMI Records» 13 липня 1973 року. Протягом цього періоду «Queen» почали писати матеріал для свого наступного альбому, хоча й були розчаровані затримкою із випуском своєї першої платівки, вважаючи, що вони вже набули деякого авторитету як музиканти, тоді як публіка, що купувала платівки, тільки-но дізналася про них. На той час вони взяли участь у двох сесіях для «BBC». Перший сингл альбому, «Keep Yourself Alive» (мікс Майка Стоуна, який на сьогодні вважається стандартною альбомною версією), вийшов за тиждень до його релізу (дати виходу у Великій Британії — 6 і 13 липня відповідно). Американський сингл вийшов у жовтні. У всіх країнах Б-сторона синглу містила пісню «Son and Daughter». Реліз альбому в США відбувся 4 вересня.
14 лютого 1974 року «Elektra Records» випустила другий сингл альбому, «Liar», у сильно відредагованому вигляді, на Б-стороні була пісня «Doing All Right». У липні 1975 року «Elektra» перевидала відредаговану версію «Keep Yourself Alive», з подвійною Б-стороною, де були пісні «Lily of the Valley» та «God Save the Queen». Обидві версії відрізнялися від альбомних.
«Hollywood Records» випустив CD-сингл з п'ятьма версіями «Keep Yourself Alive», задля просування майбутнього бок-сету «Crown Jewels» (1998). CD-версія включала треки: «Long Lost Re-take», «BBC Session No. 1 Version», «Live Killers Version», «Album Version (Unremastered)», і «Album Version (1998 Remastered Version)».

## Відгуки
Журнал «Rolling Stone» писав: «Немає жодних сумнівів у тому, що цей фанковий, енергійний англійський квартет має все необхідне для того щоб претендувати на трон хеві-металу, покинутий „Зепом“, й більш того, щоб стати по-справжньому впливовою силою у світі року. Їх дебютний альбом чудовий».
Газета «Winnipeg Free Press» зазначила, що «Queen» дещо запозичили у інших виконавців, утім схвально порівняла їх з «Led Zeppelin», написавши: «гурту вдається впорскнути такий свіжий енергійний струмінь у більшість того всього, що я ніскілечки не заперечую… Своїм першим альбомом „Queen“ видали драйвовий, високоенергійний набір, на який згодом можливо дивитимуться з такою ж шанобливістю, яку отримує тепер „Led Zep 1“». Іллінойська «Daily Herald» теж похвалила запис, словами: «Такі пісні, як „Keep Yourself Alive“, „Great King Rat“ і „Doing All Right“, гарантують гарне прослуховування».
Пізніше, з роками, сайт «AllMusic» дав альбому три з п'яти зірочок, назвавши його «уривчастий але обіцяючий дебют класичного рок-гурту» 1994 року журнал «Guitarist» назвав «Queen» 19-им найвпливовішим гітарним альбомом усіх часів. 2001 року альбом посів 54 місце у списку «100 найвизначніших альбомів, які ви ніколи не чули» журналу «NME». 2008 року журнал «Rolling Stone» поставив «Keep Yourself Alive» на 31 місце у списку «100 найвизначніших гітарних пісень усіх часів», описуючи: «в одну пісню напхано стільки рифів, що вистачило б на цілий альбом».. Пісню також цитують як улюблений запис усіх часів журналіста важкого металу Мартіна Попоффа. У своїй статті, опублікованій у «Chicago Tribune», Грег Кот загалом дав позитивну оцінку альбому, й схвально відгукнувся щодо важкого звучання гурту у поєднанні з бароковим аранжуванням.
2016 року Малколм Дом написав у «Classic Rock», що альбом «Queen» став другим за величиною альбомом гурту. Він назвав його «славним хард-роковим марафоном, не схожим ні на що інше у той час», і відзначив «безумовно унікальне звучання саморобної гітари Браяна Мея», «панорамну постановку Роя Томаса Бейкера» і «ширяючий голос Фредді Мерк'юрі», додавши, що «запис був надто потужним, надто багатовимірним і надто приголомшливим, щоб щасливо і задоволено сидіти у грувах. Усі виступи були віртуозними».

### Відгуки гурту про альбом
«Нам подобаються деякі твори цього альбому, але іноді ми потрапляли у пастку надмірної аранжованості. Знаєте, пісні змінювалися з роками, і деякі з них, мабуть, надто еволюціонували. Ти можеш настільки чимось захопитися, що й забуваєш, якою пісня була на початку. Особисто мене розчаровувало те, як я довго йшов до цього моменту. П'ять років тому я хотів дещо записати, зокрема, з магнітофонним відлунням і кількома гітарами. Тепер нарешті мені вдалося це зробити, але тим часом те ж саме роблять й інші люди! Що трохи розчаровує. Але тобі треба відкидати думки, що музикування – це змагання. Ти маєш просто продовжувати робити те, що тобі здається цікавим»— Браян Мей
«У першому альбомі мені багато чого не подобається, зокрема, звучання ударних. У ньому є моменти, які можуть здатися надуманими, хоча він дуже різноманітний і у ньому багато енергії ... проте я вважаю, що одним із найкращих минулорічних альбомів був альбом „Mott“, у ньому теж було багато нестиковок і жорстких фрагментів…»— Роджер Тейлор
«Доволі багато пісень цього першого альбому були у нас вже давно, пісні, які ми просто виконували вкупі на концертах, такі як „Keep Yourself Alive“, „Liar“, „Great King Rat“ і так далі. Це пісні, які ми просто грали. Ми просто пішли та записали їх. У цьому першому альбомі був один, або два номери, які і стали своєрідною першою ознакою зацікавленості студійною роботою. „My Fairy King“ була номером, складеним Фредді, коли ми писали лише в студії, він і був створений у студії. У той час, як я вже казав, є й інші номери, де, по суті, живі пісні, переважно лише трек, а далі лише кілька ... бек-вокалів і гітарних соло поверх нього»— Джон Дікон

## Список композицій
На обкладинці альбому гурт помістив коментар «і ніхто не грав на синтезаторі» («and nobody played synthesiser») — пуристський принцип Брая Мея, оскільки деякі слухачі сприймали їхній складний мультитрекінг та звукові ефекти, створювані гітарою та вокалом, за синтезатори. Джон Дікон був вказаний як «Дікон Джон», але після виходу альбому він попросив називати його справжнім ім'ям. Роджер Тейлор був вказаний Роджер Меддоус-Тейлор, його повне ім'я, яке після виходу наступного альбому було скасовано.
| Сторона «А» | Сторона «А»           | Сторона «А»              | Сторона «А»                               | Сторона «А» |
| #           | Назва                 | Автор                    | Вокал                                     | Тривалість  |
| ----------- | --------------------- | ------------------------ | ----------------------------------------- | ----------- |
| 1.          | «Keep Yourself Alive» | Браян Мей                | Фредді Мерк'юрі, Роджер Тейлор, Браян Мей | 3:46        |
| 2.          | «Doing All Right»     | Браян Мей і Тім Стаффелл | Фредді Мерк'юрі                           | 4:10        |
| 3.          | «Great King Rat»      | Фредді Мерк'юрі          | Фредді Мерк'юрі                           | 5:41        |
| 4.          | «My Fairy King»       | Фредді Мерк'юрі          | Фредді Мерк'юрі                           | 4:07        |
| 17:43       |                       |                          |                                           |             |

| Сторона «Б» | Сторона «Б»                  | Сторона «Б»     | Сторона «Б»     | Сторона «Б» |
| #           | Назва                        | Автор           | Вокал           | Тривалість  |
| ----------- | ---------------------------- | --------------- | --------------- | ----------- |
| 5.          | «Liar»                       | Фредді Мерк'юрі | Фредді Мерк'юрі | 6:26        |
| 6.          | «The Night Comes Down»       | Браян Мей       | Фредді Мерк'юрі | 4:24        |
| 7.          | «Modern Times Rock 'n' Roll» | Роджер Тейлор   | Роджер Тейлор   | 1:48        |
| 8.          | «Son and Daughter»           | Браян Мей       | Фредді Мерк'юрі | 3:19        |
| 9.          | «Jesus»                      | Фредді Мерк'юрі | Фредді Мерк'юрі | 3:45        |
| 10.         | «Seven Seas of Rhye...»      | Фредді Мерк'юрі | інструментал    | 1:10        |
| 20:55       |                              |                 |                 |             |

### 2011 Universal Music reissue
| Disc 2: Bonus EP (2011 Universal Music reissue) | Disc 2: Bonus EP (2011 Universal Music reissue)          | Disc 2: Bonus EP (2011 Universal Music reissue) |
| #                                               | Назва                                                    | Тривалість                                      |
| ----------------------------------------------- | -------------------------------------------------------- | ----------------------------------------------- |
| 1.                                              | «Keep Yourself Alive» (De Lane Lea Demo, December 1971)  | 3:51                                            |
| 2.                                              | «The Night Comes Down» (De Lane Lea Demo, December 1971) | 4:24                                            |
| 3.                                              | «Great King Rat» (De Lane Lea Demo, December 1971)       | 6:09                                            |
| 4.                                              | «Jesus» (De Lane Lea Demo, December 1971)                | 5:06                                            |
| 5.                                              | «Liar» (De Lane Lea Demo, December 1971)                 | 7:54                                            |
| 6.                                              | «Mad the Swine» (Non-album track)                        | 3:22                                            |
| 30:46                                           |                                                          |                                                 |

### iTunes deluxe edition (2011)
| Bonus videos | Bonus videos                                                   | Bonus videos |
| #            | Назва                                                          | Тривалість   |
| ------------ | -------------------------------------------------------------- | ------------ |
| 1.           | «Son and Daughter» (live at the Hammersmith Odeon, 1975)       |              |
| 2.           | «Liar» (live at the Rainbow, 1974)                             |              |
| 3.           | «Keep Yourself Alive» (filmed at St John's Wood Studios, 1973) |              |

## Учасники запису
Дані, взяті з конверту платівки:
Queen
- Фредді Мерк'юрі — головний вокал (1-6, 8, 9), бек-вокал (всі, крім 10), піаніно (4, 7, 9, 10), орган (5)
- Браян Мей — електрогітара (всі треки), бек-вокал (1-3, 5, 6, 8, 9), акустична гітара (2-6, 9), головний вокал (1), піаніно (2)
- Роджер Тейлор — ударні (всі треки), бек-вокал (всі, крім 10), тамбурин (1, 3, 5), головний вокал (1, 7)
- Джон Дікон — бас-гітара (всі треки)

Додатковий персонал
- Джон Ентоні — продюсер, бек-вокал (7)
- Рой Томас Бейкер (вказаний як «Рой Бейкер») — продюсер, інженер звукозапису
- Майк «Клей» Стоун — інженерінг
- Тед Шарп — інженерінг
- Девід Хеншель — інженерінг
- Луїс Остін — інженерінг
- Даглас Паддіфут — фотографування
- Даглас Паддіфут, Фредді Мерк'юрі, Браян Мей — обкладинка

## Чарти
| Чарт (1974)                     | Позиція |
| ------------------------------- | ------- |
| Японія Japanese Albums (Oricon) | 52      |
| Велика Британія UK Albums (OCC) | 32      |
| США Billboard 200               | 83      |

| Чарт (1975—1976)                                | Позиція |
| ----------------------------------------------- | ------- |
| Австралія Australian Albums (Kent Music Report) | 77      |
| Велика Британія UK Albums (OCC)                 | 24      |

## Сертифікації
| Регіон                                                                                          | Сертифікація | Продажі  |
| ----------------------------------------------------------------------------------------------- | ------------ | -------- |
| Канада (Music Canada)                                                                           | Платиновий   | 100 000^ |
| Польща (ZPAV) 2009 Agora SA album reissue                                                       | Платиновий   | 20 000*  |
| Велика Британія (BPI)                                                                           | Золотий      | 100 000^ |
| США (RIAA)                                                                                      | Золотий      | 500 000^ |
| *продажі, що базуються лише на сертифікаціях ^відвантаження, що базуються лише на сертифікаціях |              |          |